# Paulo Cavalcante (dublador)
Paulo Cavalcante Egídio de Jordão Camargo (São Paulo, 16 de outubro de 1959) é um ator e dublador brasileiro. É conhecido por emprestar sua voz ao personagem Cascão da Turma da Mônica desde 1983.

## Prêmios
Em 2008, ganhou o Prêmio Yamato de Melhor Dublador de Coadjuvante por ter dublado o personagem em Turma da Mônica: Uma Aventura no Tempo, dividindo o prêmio com Rodrigo Antas.

### Dublagem
Paulo é a voz do personagem Cascão da Turma da Mônica desde 1983 quando substituiu a dubladora Isaura Gomes.